# رنه هاوسمان
رنه هاوسمان (انگلیسی: René Houseman; ۱۹ ژوئیهٔ ۱۹۵۳ – ۲۲ مارس ۲۰۱۸) بازیکن فوتبال اهل آرژانتین بود.
از باشگاه‌هایی که در آن بازی کرده‌است می‌توان به باشگاه فوتبال ایندپندینته، باشگاه فوتبال ریور پلاته، باشگاه فوتبال کولو-کولو، باشگاه فوتبال اتلتیکو هوراکان، و باشگاه فوتبال آمازولو اشاره کرد. وی همچنین در تیم ملی فوتبال آرژانتین بازی کرده‌است.